# Sixte Cambra
Sixte Cambra Sánchez (Barcelona, 1952) es un empresario y político español.

## Biografía
Ha trabajado como empresario en el sector textil, centrando su actividad profesional en la consultoría de empresas desde la compañía Seeliger & Conde, de la cual es vicepresidente y miembro fundador desde 1990. Ha sido vicepresidente del FC Barcelona, cuando en 1989 disputó las elecciones a la presidencia a José Luis Núñez. Posteriormente fue senador independiente dentro de las listas de CiU por la provincia de Barcelona a las elecciones generales españolas de 1993, 1996 y 2000. Del 1985 hasta el 2008 fue director del Torneo Conde de Godó que se celebra en el Real Club de Tenis Barcelona.
El 18 de enero de 2011, el Gobierno de la Generalidad de Cataluña le nombró presidente del Puerto de Barcelona, una de las infraestructuras más importantes de Cataluña que se configura como puerta de entrada y de salida prioritaria de mercancías. Este nombramiento fue ratificado a través de la publicación en el BOE del martes 25 de enero de 2011.
En febrero de 2017 fue detenido por la Guardia Civil junto Francesc Sánchez, Antoni Vives por su relación con la financiación ilegal de Convèrgencia i Uniò.